# Superprestige veldrijden 2000-2001
Hier volgt een overzicht van de resultaten in de Superprestige veldrijden van het seizoen 2000-2001. 
De overwinning ging in het seizoen 2000-2001 naar de Nederlander Richard Groenendaal (Rabobank). Bart Wellens (Spaar Select) werd op ruime achterstand tweede. Erwin Vervecken (Spaar Select) eindigde in het klassement als derde.

## Puntenverdeling
Punten werden toegekend aan alle crossers die in aanmerking kwamen voor Superprestige-punten. De top twintig ontving punten aan de hand van de volgende tabel:
| Positie | 1  | 2  | 3  | 4  | 5  | 6  | 7  | 8  | 9  | 10 | 11 | 12 | 13 | 14 | 15 | 16 | 17 | 18 | 19 | 20 |
| Punten  | 30 | 25 | 21 | 18 | 16 | 15 | 14 | 13 | 12 | 11 | 10 | 9  | 8  | 7  | 6  | 5  | 4  | 3  | 2  | 1  |

## Kalender en podia
| Datum      | Locatie             | Eerste              | Tweede              | Derde               |         |
| ---------- | ------------------- | ------------------- | ------------------- | ------------------- | ------- |
| 22/10/2000 | Ruddervoorde        | Richard Groenendaal | Bart Wellens        | Marc Janssens       | details |
| 12/11/2000 | Asper-Gavere        | Peter Van Santvliet | Richard Groenendaal | Erwin Vervecken     | details |
| 19/11/2000 | Sint-Michielsgestel | Richard Groenendaal | Sven Nys            | Bart Wellens        | details |
| 26/11/2000 | Gieten              | Richard Groenendaal | Bart Wellens        | Peter Van Santvliet | details |
| 09/12/2000 | Hoogstraten         | Mario De Clercq     | Richard Groenendaal | Sven Nys            | details |
| 24/12/2000 | Overijse            | Erwin Vervecken     | Tom Vannoppen       | Sven Nys            | details |
| 30/12/2000 | Diegem              | Sven Nys            | Erwin Vervecken     | Mario De Clercq     | details |
| 11/02/2001 | Harnes              | Bart Wellens        | Richard Groenendaal | Sven Nys            | details |

## Eindklassement
| #   | Veldrijder          | Punten |
| --- | ------------------- | ------ |
| 1.  | Richard Groenendaal | 194    |
| 2.  | Bart Wellens        | 143    |
| 3.  | Erwin Vervecken     | 137    |
| 4.  | Tom Vannoppen       | 136    |
| 5.  | Peter Van Santvliet | 132    |
| 6.  | Sven Nys            | 129    |
| 7.  | Mario De Clercq     | 114    |
| 8.  | Kipcho Volkaerts    | 90     |
| 9.  | Marc Janssens       | 89     |
| 10. | Gerben de Knegt     | 74     |